# Imsti járás
Az Imsti járás az ausztriai Tirol tartomány kilenc járásának egyike. Székhelye Imst, területe 1724,65 km², lakosainak száma 57 734 fő, népsűrűsége pedig 33 fő/km² (2015. január 1-jén).

## Közigazgatási beosztás
A járásban 24 község található.
Város
1. Imst (9 523)

Községek
- Arzl im Pitztal (2 987)
- Haiming (4 458)
- Imsterberg (747)
- Jerzens (1 029)
- Karres (614)
- Karrösten (684)
- Längenfeld (4 326)
- Mieming (3 458)
- Mils bei Imst (548)
- Mötz (1 242)
- Nassereith (2 065)
- Obsteig (1 189)
- Oetz (2 315)
- Rietz (2 126)
- Roppen (1 664)
- Sankt Leonhard im Pitztal (1 466)

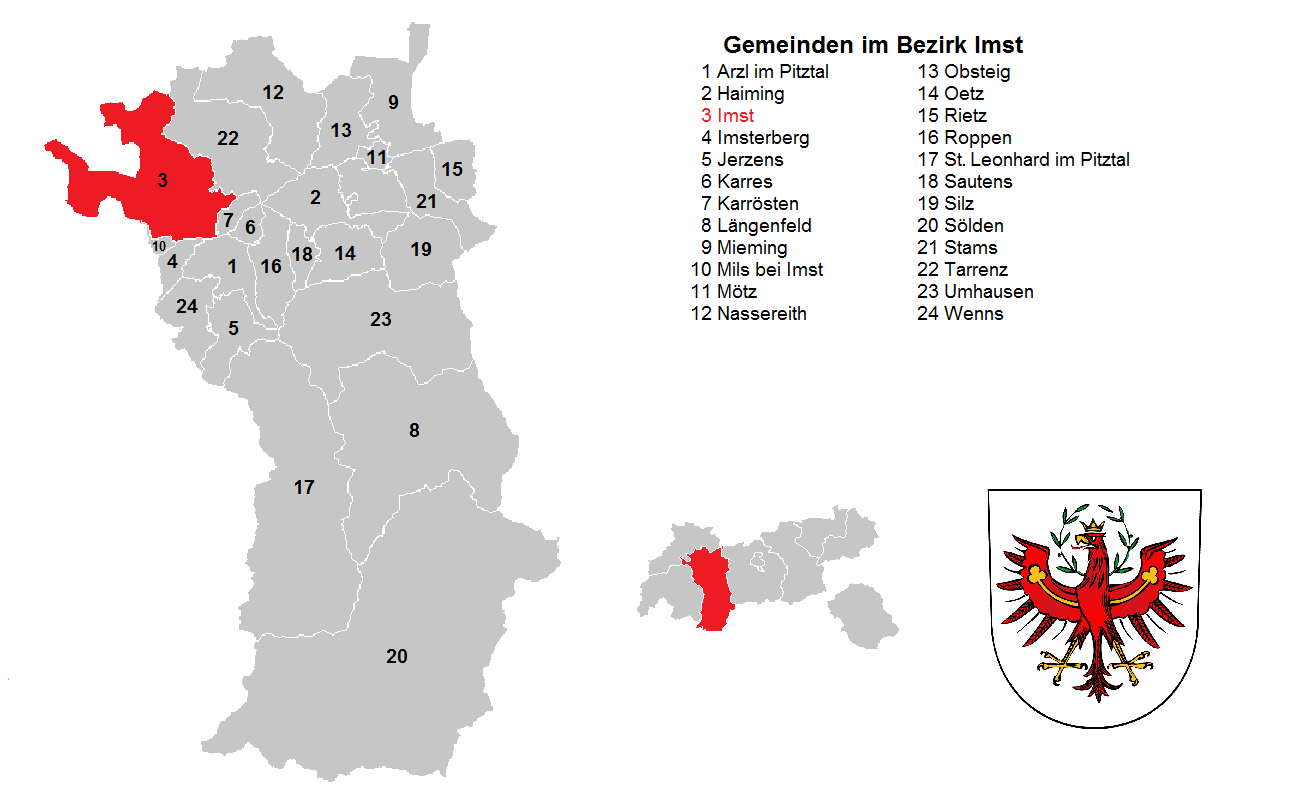
Az Imsti járás települései

- Sautens (1 427)
- Silz (2 555)
- Sölden (4 252)
- Stams (1 340)
- Tarrenz (2 650)
- Umhausen (3 100)
- Wenns (1 969)

## Fordítás
- Ez a szócikk részben vagy egészben  az   Imst District című angol Wikipédia-szócikk ezen változatának fordításán alapul.  Az eredeti cikk szerkesztőit annak laptörténete sorolja fel. Ez a jelzés csupán a megfogalmazás eredetét és a szerzői jogokat jelzi, nem szolgál a cikkben szereplő információk forrásmegjelöléseként.